# Via Alpina
Via Alpina е система от високопланински туристически маршрути в Алпите. Минава през територията на осем държави: Словения, Австрия, Италия, Лихтенщайн, Германия, Швейцария, Франция и Монако. Дели се на пет отделни линии с обща дължина 5000 км, а денивелацията е от 0 до 3000 м. 342 отделни прехода са нужни, за пълното ѝ преминаване.
Идеята се ражда през 2000 г., подета от голям брой хора и организации от осемте страни. За облагородяването на пътеките с табели, маркировка и места за отдих от 2001 до 2008 г. проектът получава европейско финансиране. Навсякъде по маршрутите са поставени табели с логото на инициативата. Те са напълно проходими от всякакви туристи, тъй като не се отличават с технически трудности.

## Разпределение по държави
Етапите са разпределени в осемте държави по следния начин:
- Италия – 121 етапа
- Австрия – 70 етапа
- Швейцария – 54 етапа
- Франция – 40 етапа
- Германия – 30 етапа
- Словения – 22 етапа
- Лихтенщайн – 3 етапа
- Монако – 1 етап

## Маршрути
Лилавият маршрут се състои от 66 етапа и свързва долината Врата в Словения с Оберстдорф в Алгауските Алпи (Германия).
Жълтият маршрут (40 етапа) започва от Муджа, близо до Триест в Италия и също стига до Оберстдорф. Минава през Доломитовите Алпи и връх Мармолада.
Зеленият маршрут е най-къс – само 14 етапа. Започва от Лихтенщайн и стига до Ленк в района на Берн, Швейцария. Минава през някои от най-красивите части на планината в подножията на Гларнските и Бернските Алпи.
Синият маршрут (61 етапа) свързва Бернските Алпи с Монако, като се движи по голяма част от билото на Западните Алпи.
Червеният маршрут е най-дълъг – 161 етапа. Минава през цялата планина, както и през всичките осем държави. Започва от Муджа и завършва в Монако. По-важни обекти по него са Триглав, Цугшпице, Бернина, Курмайор, Вал д'Изер, включително обиколка на Лигурските Алпи.